# Municipalità di Aizkraukle
La municipalità di Aizkraukle (in lettone Aizkraukles novads) è una delle trentasei municipalità della Lettonia. È stata istituita nel 2021 accorpando i comuni di Aizkraukle, Jaunjelgava, Koknese, Nereta, Pļaviņas e Skrīveri. Confina con la Lituania.
I confini della nuova municipalità corrispondono quindi a quelli del vecchio distretto di Aizkraukle abolito nel 2009, ad eccezione delle parrocchie di Kurmenes e Valle.

## Suddivisione
La municipalità è divisa in 4 città e 18 parrocchie.
Le 4 città sono:
- Aizkraukle
- Jaunjelgava
- Koknese
- Pļaviņas

Le 18 parrocchie sono:
- Aiviekste
- Aizkraukle
- Bebri
- Daudzese
- Irši
- Jaunjelgava
- Klintaine
- Koknese
- Mazzalve
- Nereta
- Pilskalne
- Sece
- Sērene
- Skrīveri
- Staburags
- Sunākste
- Vietalva
- Zalve